# The Stunned Guys
Gli Stunned Guys sono stati un gruppo musicale italiano che produceva tracce hardcore.

## Storia del gruppo
Il gruppo nasce a Seggiano, una frazione di Pioltello (MI) nel 1993 ed è composto da Gabriele Mori, Gianluca Rossi (Giangy) e poco più avanti da Massimiliano Monopoli (Maxx). Il primo anno di attività fu molto difficile, in quanto i mezzi erano veramente pochi (disponevano infatti di un solo computer e di un campionatore).
In seguito a discussioni interne Gabriele lascia quasi subito il gruppo che rimane così composto solo da Giangy e Maxx.
Nonostante l'intenso lavoro notturno in una cantina in viale Sarca a Milano a creare pezzi, le risposte alle demo mandate nei Paesi Bassi erano sempre negative. Ma alla fine arriva finalmente la telefonata di Paul Elstak, che mette a disposizione il suo studio di registrazione per mixare gli ultimi pezzi da loro creati.
Il loro primo disco si chiama NIDRA ep seguito subito da AMITRAZ 21%. Gli Stunned Guys ottengono subito un ottimo riscontro di pubblico e da qui in avanti il successo è crescente: molte sono le collaborazioni con i migliori artisti del settore e notevole è la richiesta delle loro performance nei rave di tutta casa loro.
Nel 1995 gli Stunned Guys fondano la Traxtorm Records, prima etichetta italiana di musica hardcore, che dopo innumerevoli sforzi è riuscita a promuovere il genere in tutta Italia. Grazie ai numerosi demo che arrivano ogni giorno sulla scrivania del duo, la Traxtorm ha scoperto numerosi nuovi giovani produttori italiani, che hanno poi imposto il loro sound nel mondo: Impulse Factory, Tommyknocker, Art of Fighters, The Reactor e Core Pusher.
Sono inoltre i creatori della compilation Always hardcore, arrivata ora al vol. 23, che raccoglie i migliori successi hardcore del momento.
L'8 aprile del 2009 Giangy decide di abbandonare il progetto The Stunned Guys, decisione non annunciata prima e che ha provocato reazioni negative presso i fan; Maxx annuncia che continuerà a portare avanti comunque il gruppo da solo.
Dal 14 settembre 2009 presentano e mixano Hardcore Italia, prima trasmissione di techno hardcore dell'emittente radiofonica m2o, nonché prima trasmissione nazionale dedicata a questo genere musicale.
Nel 2019, Maxx annuncia il ritiro dalle scene, ponendo così fine al progetto.

## Discografia
- Nidra ep (1994)
- Love really sucks ep (1995)
- Musica nevrotica (1995)
- Part I ep (1996)
- Traxtorm connection (1996)
- Part III ep (1997)
- Element 1 (1998)
- Eleement 2 (1998)
- SHE (1998)
- Eleement 3 (1999)
- Bim bum bam remixing project (2002)
- Bombing eardrumz (2002)
- The drummer and the dancer (2003)
- Our thing ep part 2 (2005)
- Traxtorm revamped 004 (2005)
- You will survive e You Will Die (2005)
- Our thing E.P. part 3 - with Art of Fighters (2008)
- Remixing project 3 - Hymn (2008)
- United by hardness - with Art of Fighters (2010)
- Shock the audience (2014)